# Académie de Lille
 (novembre 2022).
L'académie de Lille (région académique Hauts-de-France), est une circonscription éducative française gérée par un recteur, qui regroupe l'ensemble des établissements scolaires des départements du Nord et du Pas-de-Calais.

## Effectifs d'élèves et d'étudiants
L'académie de Lille s'occupe de plus d'un million d'élèves, étudiants et apprentis; plus de quatre mille établissements scolaires; quatre universités publiques et un ensemble universitaire privé; dix huit écoles d’ingénieurs localisés dans les départements du Nord et du Pas de Calais. 
L'académie de Lille fait partie de la zone B (voir ici).

## Enseignement supérieur dans l'académie de Lille
L'académie comprend notamment quatre universités publiques, plusieurs écoles d'ingénieurs et de commerce, un institut d'études politiques, un centre hospitalier universitaire. Lille constitue le troisième pôle étudiant de France après Paris et Lyon avec 189 400 étudiants. L'université de Lille est le principal acteur de l'enseignement supérieur de l'académie, et un collège doctoral européen comptant trois mille docteurs pour six écoles doctorales y est rattaché.

## Liste des Recteurs
- Recteurs de l'Académie de Douai (1808-1887)

| N° | Prénom Nom                 | Fonction                                | Recteur de Douai | Naissance       | Décès           |
| -- | -------------------------- | --------------------------------------- | ---------------- | --------------- | --------------- |
| 1  | André Taranget             | Docteur en Médecine                     | 1809 - 1827      | 1752 à Lille    | 1837 à Douai    |
| 2  | Pierre A. Gratet-Duplessis | Docteur es-Lettres                      | 1827 - 1842      | 1792 à Janville | 1853 à Paris    |
| 3  | Louis Camaret              | Docteur es-Lettres                      | 1842 - 1846      | 1795 à Assérac  | 1860 à Paris    |
| 4  | Intérim                    | Henri François Braive, Recteur de Corse | 1846 - 1847      |                 |                 |
| 5  | Intérim                    | Adrien Vincent, IA du Nord              | 1847 - 1847      |                 |                 |
| 6  | Intérim                    | Henri François Braive, Recteur de Corse | 1847 - 1849      |                 |                 |
| 7  | Louis Camaret              | Docteur es-Lettres                      | 1849 - 1852      | 1795 à Assérac  | 1860 à Paris    |
| 8  | Achille François           | Docteur es-Lettres                      | 1852 - 1854      | 1809 à Crécy    | 1865 à Paris    |
| 9  | Jean Jacques Guillemin     | Docteur es-Lettres                      | 1854 - 1865      | 1814 à Curel    | 1870 à Nancy    |
| 10 | Jules Augustin Fleury      | Docteur es-Lettres                      | 1865 - 1878      | 1812 à Paris    | 1887 à Douai    |
| 11 | Henri François Ouvré       | Docteur es-Lettres                      | 1878 - 1879      | 1824 à Orléans  | 1890 à Bordeaux |
| 12 | Pierre Foncin              | Docteur es-Lettres                      | 1879 - 1881      | 1838 à Paris    | 1904 à Paris    |
| 13 | Désiré Nolen               | Docteur es-Lettres                      | 1881 - 1887      | 1838 à Paris    | 1904 à Paris    |
| 14 | Henri Auguste Couat        | Docteur es-Lettres                      | 1887 - 1887      | 1846 à Toulouse | 1898 à Bordeaux |

- Recteurs de l'Académie de Lille (1887 à nos jours)

| N° | Prénom Nom                       | Fonction                                   | Recteur de Lille | Naissance                           | Décès                         |
| -- | -------------------------------- | ------------------------------------------ | ---------------- | ----------------------------------- | ----------------------------- |
| 14 | Henri Auguste Couat              | Professeur Faculté des lettres de Bordeaux | 1887 - 1890      | 1846 à Toulouse                     | 1898 à Bordeaux               |
| 15 | Charles Marie Adolphe Bayet      | Professeur Faculté des lettres de Lyon     | 1891 - 1896      | 1849 à Liège                        | 1918 à Toulon                 |
| 16 | Julien Margottet                 | Docteur es-Sciences Physiques              | 1896 - 1903      | 1848 à Ognolles                     | 1903 à Lille                  |
| 17 | Georges Lyon                     | Docteur es-Lettres                         | 1903 -1924       | 1853 à Paris                        | 1929 à Lille                  |
| 18 | Albert Chatelet                  | Mathématicien                              | 1924 - 1936      | 1883 à Valhuon                      | 1960 Paris                    |
| 19 | Georges René Hardy               | Agrégé d'Histoire et de Géographie         | 1937 - 1940      | 1884 à Esquéhéries                  |                               |
| 20 | Paul Duez                        | Doyen de la Faculté de Droit               | 1940 - 1946      | 1888 à Épinoy                       | 1947                          |
| 21 | Michel Souriau                   | Docteur ès lettres (Paris, 1925)           | 1947 - 1955      | 13 mars 1891 Lille                  | 15 avril 1986 Aix en Provence |
| 22 | Guy Debeyre                      | Docteur en Droit                           | 1955 -1972       | 1911 à Lille                        | 1998 à Lille                  |
| 23 | Jean-Claude Groshens             | Docteur en Droit                           | 1972 - 1975      | 1926 à Strasbourg                   | 2010 à Paris                  |
| 24 | Maurice Niveau                   | Professeur de Sciences Économiques         | 1976 - 1978      | 1926                                |                               |
| 25 | Henri Touchard                   |                                            | 1978 - 1981      | 25 juin 1921 à Angers               | 22 mars 2005                  |
| 26 | Claude Durand Prinborgne         | Professeur de Droit Public                 | 1981 - 1984      | 1928 à Rennes                       |                               |
| 27 | Michel Migeon                    | Docteur es-Sciences                        | 1984 - 1986      |                                     |                               |
| 28 | Jean Claude Dischamps            | Économiste                                 | 1986 - 1989      | 17 janvier 1932 à Brassac les mines |                               |
| 29 | Claude Pair                      | Maitre de Conférences en Mathématiques     | 1989 - 1993      | 1934 à Blâmont                      |                               |
| 30 | André Varinard                   | Docteur d'état en Droit                    | 1993 -1997       | 1940 aux Sauvages                   |                               |
| 31 | Jean Claude Fortier              | Docteur d'état en Droit                    | 1997 - 2002      | 1941 à Castres                      |                               |
| 32 | Paul Desneuf                     | Docteur es-Sciences Économiques            | 2002 - 2004      |                                     |                               |
| 33 | Roland Debbasch                  | Docteur en Droit                           | 2004 - 2005      |                                     |                               |
| 34 | Intérim Françoise Plan Delhougne | secrétaire générale de l'académie de Lille | 24 juin 2005     | 20 juillet 2005                     |                               |
| 35 | Nicole Bensoussan                | Docteur es-Lettres                         | 2005 - 2006      | 1943                                |                               |
| 36 | Bernard Dubreuil                 | Docteur d'État es-Sciences Physiques       | 2006 - 2010      | 1948                                |                               |
| 37 | Marie-Jeanne Philippe            | Docteur d'État                             | 2010 - 2012      | 1948 à Epinal                       |                               |
| 38 | Jean Jacques Pollet              | Docteur d'État es-Lettres                  | 2012 - 2015      | 1949                                |                               |
| 39 | Luc Johann                       | Docteur en Physique Électronique           | 2015 - 2018      | 1963                                |                               |
| 40 | Valérie Cabuil                   | Professeure de Chimie                      | 2018 - 2025      | 1961                                |                               |
| 41 | Sophie Béjean                    | Professeure en Sciences Economiques        | 2025 -           | 22 juin 1964                        |                               |